# Лугівська сільська рада (Василівський район)
| Лугівська сільська рада — колишній орган місцевого самоврядування у Василівському районі Запорізької області з адміністративним центром у с. Лугове. Сільській раді підпорядковані населені пункти: - с. Лугове - с. Лісне |

## Склад ради
Рада складалася з 14 депутатів та голови.

## Керівний склад сільської ради
| ПІБ                      | Основні відомості                                                                                     | Дата обрання | Дата звільнення |
| ------------------------ | --- | ------------ | --------------- |
| Трипадуш Жорж Васильович | Сільський голова, 1955 року народження, освіта, член Соціал-демократичної партії України (об'єднаної) | 26.03.2006   | 31.10.2010      |
| Трипадуш Жорж Васильович | Сільський голова, 1955 року народження, освіта середня загальна, член Партії регіонів                 | 31.10.2010   |                 |

Примітка: таблиця складена за даними джерела